# ミカエラ・ブレスウェート
ミカエラ・ブレスウェート（Micaela Braithwaite, 1988年1月11日 - ）は、日本の福岡県を中心に活動しているブロガー・YouTuber・テレビタレント・モデル・英会話講師・執筆家である。福岡市の魅力をPRする仮想行政区「カワイイ区」の区長を務めた経歴を持つ。カナダ・バンクーバー出身。身長162cm。

## 概要
ミカエラはカナダ・バンクーバー出身、福岡県在住のYouTuber。2020年時点で高校時代から約15年間日本の居住しており、「生まれはカナダ、育ちは日本」と述べている。2007年にYouTubeチャンネル『Micaela ミカエラ』を立ち上げる。高校卒業以降は、九州地方で英会話教室の教師をしながら、日本のメディア業界に進むべく「福岡スクールオブミュージック＆ダンス専門学校」で学ぶ。卒業後は、芸能事務所に所属しながら日本のバラエティ番組を中心にタレント活動を開始。2013年には、福岡市の仮想行政区「カワイイ区」の区長に就任し、福岡市のPR活動に従事する。2015年には映画『ミッション・イン・ポッシブル/ローグ・ネイション』のPR活動にも参加。2016年、タレント活動を休止し、YouTubeの活動に専念することを報告。2018年には、初の著書を出版。2020年、福岡市のグルメを英語で紹介する食レポブログ『fukuokaeats.com』を立ち上げる。2020年、福岡のローカルテレビ局RKB毎日放送の番組『オケハザマってなんですか？』にレギュラーMCとして再びタレント活動を再開。

## 来歴
高校時代、カナダの友人がX JAPANのファンであったことがきっかけで日本に興味を持つ。2005年に17歳で宮崎県の高校に交換留学生として初来日する。当時のホストファミリーは英語が話せず自身も日本語が話せなかったため孤独な時間を過ごしたと述べている。高校卒業後は、熊本県に住みながら英会話講師の仕事を始める。
2007年4月17日、カナダにいる家族に元気な様子を伝えるためYouTubeに個人チャンネル『Micaela ミカエラ』を立ち上げ、熊本市内の様子を投稿する。2008年に福岡県へ移住。
2009年4月、福岡市にてロッテの「Fit's 踊りコンテスト」に応募した際のメイキング映像を投稿。また同月、福岡県にある日本語学校NILSを紹介する。2010年1月、前述の「Fit's踊りコンテスト」にて数千ものエントリーの中から優勝者に選ばれる。同年2月、日本語能力試験JLPT2級に合格したことを報告。
2010年5月、福岡市にある「福岡スクールオブミュージック＆ダンス専門学校」への入学を報告。6月には同学校の学園祭でアヴリル・ラヴィーンのカバー曲を披露。同年10月、初のコラボレーションとしてタレントで料理研究家のボビー・ジュードと共演する。
東日本大震災発生の翌日2011年3月12日、視聴者へ募金を呼び掛ける。
2012年3月に専門学校を卒業。学業と仕事の両立で苦心したが、YouTubeの視聴者からのコメントに救われ無事卒業できたと感謝の言葉を述べる。同年同月、YouTuberの愛場大介とのコラボレーションで約4分間のショートフィルム『MUJINA MUJICA』を制作。同年4月、YouTuberのPDRさんとmimeiとのコラボレーションを行う。同年5月、日本テレビの『ZIP!』に出演し歌の披露とインタビューを行う。同年6月、第二のチャンネル『Micaela Braithwaite』を立ち上げる。同年8月、ネスレアミューズの『いつココ〜いつも仲間と！』のキャンペーンに選出され、日本全国の魅力を全29回の動画で配信する。同年10月、YouTuberのHIKAKINとコラボレーションを行う。
2013年3月、ネスレアミューズの第二のキャンペーン『NIPPON珍道中』の旅人に選出され、俳優でYouTuberの瀬戸弘司やコメディアンでYouTuberのMEGWINらと共演し関東地方の魅力を発信する。同年8月、NHKの『投稿！DO画くん』夏のスペシャルに出演が決定したことを明かす。同年同月、YouTuberのSharlaと初共演する。同年9月、AKB48の篠田麻里子の後任として、福岡市に設置された仮想の行政区「カワイイ区」の区長に選出される。「世界中の人たちを福岡に呼びたい！」と語る。高島宗一郎福岡市長は、区長に選んだ理由について「私たちが気づかない魅力に気づいている」「独特な視点、感覚を持つミカエラさんの発信力に期待したい」と述べた。
2014年2月には、BSフジの番組『わくわくカナダ』、同年6月には初の東京での収録であるフジテレビの『それマジ！？ニッポン』に出演する。12月にはHuawei のスマートバンドTalkBandのPRキャンペーンに選出され、『A Day in The Life』シリーズを配信。
2015年5月、韓国や台湾旅行の様子も投稿する。同年8月、吉田正樹事務所所属タレントらと東京歌舞伎町で行われた映画『ミッション・インポッシブル/ローグ・ネイション』のレッドカーペット・イベントにPR動画撮影のため参列。
2016年2月、山口県にある宇部興産機械株式会社を訪問し企業PRを行う。同年4月、熊本地震の募金のための動画と自身が企画したクラウドファンディングのキャンペーンへの参加を募る。同年9月、今後タレント活動から離れることを報告。理由について「『番宣になるから』と言って、無給で出演をお願いすること」「（個人のYouTubeチャンネルやfacebook、twitterにおいて）番組を宣伝してほしいと伝えられ、長年築いてきた視聴者との関係を視聴率を上げるために使わなければならない」ためと述べた。
2017年2月、宮崎県綾町とのタイアップで1カ月間短期移住し田舎暮らし体験の様子を発信する。同年10月、滋賀県大津市とのタイアップで英語ツアーの様子を発信する。
2018年2月、日本忍者協議会とのタイアップで神奈川県小田原市を取材する。同年7月、福岡県自動車学校とのタイアップで初の自動車免許取得に挑戦し取得する。同年10月、初の著書である『Instagram×English―英語でインスタ！』の完成を報告。
2019年10月、九州国立博物館とのコラボ動画制作を行う。
2020年3月、福岡県に新設された平成筑豊鉄道観光列車「ことこと列車」と和歌山県にある高野山を取材する。同年同月、COVID-19による自宅待機喚起の動画を制作する。同年9月、福岡市のグルメを英語で紹介する食レポブログ『fukuokaeats.com』を立ち上げる。同年10月、福岡のローカルテレビ局RKB毎日放送の新番組『オケハザマってなんですか？』にレギュラーMCとしてタレント活動を再開。
2021年3月、外務省によるスポンサーで沖ノ島の3日間の旅動画を制作。同月、RKB毎日放送『オケハザマってなんですか？』の企画で制作された楽曲『OK、HAZAMA』を発表。

## 人物
2020年時点で福岡市に約12年居住し、宮崎県や熊本県にも約3年間住んだことがあるため、合計で15年間九州地方に居住している。東京よりも福岡など九州地方を好んでおり、福岡の魅力については次のように語っている。「外国の人にはまだ知られていない街。アジアの玄関口だし、海や山が近い。欲しいものもすぐ近くにあるちょうど良い大きさの『コンパクトシティ』。本当に住みやすい」「福岡の一番の魅力は人がすてきだということ。困った時には声を掛けてくれる」「『愛しとうバイ』『好いとうバイ』など博多弁もカワイイ」「若いエネルギーが集まる場所」。
「カワイイ」という言葉が「男女差別に繋がる」と懸念の苦情が福岡市に届いたことがあり、カワイイ区の区長の立場からは「『カワイイ』という言葉は自分がいいなーと思うものに向かって使う言葉。女性に対して、男性に対してなど使い方に制限はない」と述べている。
また他のアジア各国、韓国・台湾・シンガポールなどにも強い興味を持っている。
日本に来た理由のひとつとして、故郷バンクーバーから離れた田舎町の高校では飲酒やドラッグなどのパーティが日常的に行われており、ミカエラ自身は一度も行ったことはないが、それらから関係を断ちたい気持ちがあったためと述べている。日本の週6日通学の厳しい高校生活が自身に合っており、また放課後のカラオケやプリクラなど健全な友人付き合いがとても楽しく、人格形成の上で正しい選択だったと語っている。
日本に帰化しない理由としては、「日本人に見てほしいというよりは、外国から来たけど頑張って住んでいるカナダ人として見てもらえたら嬉しい。ありのままの自分を受け入れてくれる母国に戻れなくなったら寂しい」ためと述べている。
YouTube japanが正式に認定しているパネリストの一人である。
同郷のYouTuberであるSharlaとは特に親しく、同氏には「日本のvlogの元祖」と称され、自身のチャンネルを始めるきっかけになった人物としても紹介されている。吉田正樹事務所所属タレントであるレイチェル＆ジュンやTokyo Creative所属タレントのAbroad in Japan（クリス・ブロード）などとも交友があり、後者にはファンであると述べられたことがある。また以前の所属事務所の先輩であるゴリけんがCOVID-19に罹患したという報道の後、twitter上で「いつも本当に優しくして頂いた」とし回復祈願のメッセージを綴った。
動物は、柴犬の雄「キット」とロシアンブルーの雄「ロン」を飼っている。
納豆が好きで、コンビニの納豆巻きを愛好している。納豆嫌いの人のためにチップスターに載せて食べるという方法を提案している。コンビニおにぎりの包装の開封が苦手で、正しく開けられるまでに1年間かかった。
音楽は、アメリカの歌手デミ・ロヴァートや日本のロックバンド・スピッツのファンである。専門学校で培った歌唱力を武器に洋楽邦楽問わず、様々な曲のカバー曲を披露している。
Instagramの繊細でノスタルジックな写真に高い評価があり、その写真を使用した著書を出版している。

## メディア出演
いずれもミカエラの Asia Travel Diaries「活動歴 Work History」からの参考。

### テレビ
- 美人過ぎるブロガー（九州朝日放送『ドォーモ』）
- Music For All, ALL FOR ONE Supported by スカパー！（BSスカパー!）
- 特ダネ 投稿DO画（NHK）
- 日本語探Qバラエティ クイズ!それマジ!?ニッポン（準レギュラー）（フジテレビ）[12]
- ZIP!「きてるね」（日本テレビ）
- めんたいワイド「MOTTO!」（福岡放送）
- NEWS ZERO（日本テレビ）
- NEWS5ちゃん（福岡放送）
- ももち浜ストア（テレビ西日本）
- わがまま!気まま!旅気分（BSフジ）
- NEWS WEB（NHK）
- わくわく☆カナダ シーズン2（出演・ツアー企画）（BSフジ）

### 雑誌
- フクオカ・ナウ
- TOEIC Testプラス・マガジン
- 九州産経新聞
- THE VANCOUVER SUN
- 九州スポーツ新聞
- 福岡ウォーカー（「キャッチアップピープル」）
- 週刊文春（「CATCH UP」）
- 新潮45（新年号。「日本の外国人10人」）
- 毎日新聞（「この人！」）TORJA 8月号
- 産経新聞

### WEB
- ネスレアミューズ「いつココ〜いつも仲間と〜」（制作/出演）
- 2010年度YouTube Japanビデオアワーズ優勝
- Decomarket.jp ウェブCM テーマソング（出演/演奏）
- Decomarket.jp ウェブCM（第16・17・18話出演）
- カナダ観光局 #RealCanada 2011（コンテンツ作成/出演）
- カナダ観光局 5 Days of Canada 2012（コンテンツ作成/出演）
- カナダ観光局 Journey To TBEX  2013（コンテンツ作成/出演）
- PUMA x USTREAM 鈴鹿サーキットF1グランプリ UST生放送（MC出演）
- JVC ADIXXION カメラテスト映像（作成/出演）
- LG Electronics Japan PR Movie（バルセロナ編）（作成）
- Afternoonの昼下がり ウェブシリーズ（制作・出演）

### その他
- YouTube Japan パートナーフォーラム（パネリスト出演）
- 第二回ロッテの「Fit's」ダンスコンテスト優勝
- フクオカ・ナウ パテイー[要検証 – ノート]イベント（MC/ホスト出演）
- わくわく☆カナダ 夢のツアー企画プロジェクト（スーパーアドバイザー）
- マンツーマン英会話教室 GIOVANNI イメージモデル
- 福岡市仮想行政区「カワイイ区」の区長就任（2013.9）
- 福岡工業大学（特別講師）
- 福岡県中央警察署「110番の日」
- 明星和楽 in 台北
- ピザクック
- 西日本宝くじの抽選会（カワイイ区長として出演）
- 弘前市リンゴキャンペーン（カワイイ区を表敬訪問）
- Morning Wave（KBCラジオ、2014年4月4日 - 2015年9月25日）

## 音楽
- 『OK、HAZAMA』ミカエラfeat.エレーナ- 2021年3月

## 著書
- 『Instagram×English―英語でインスタ！』- 2018年10月[13]